# 恭仁京

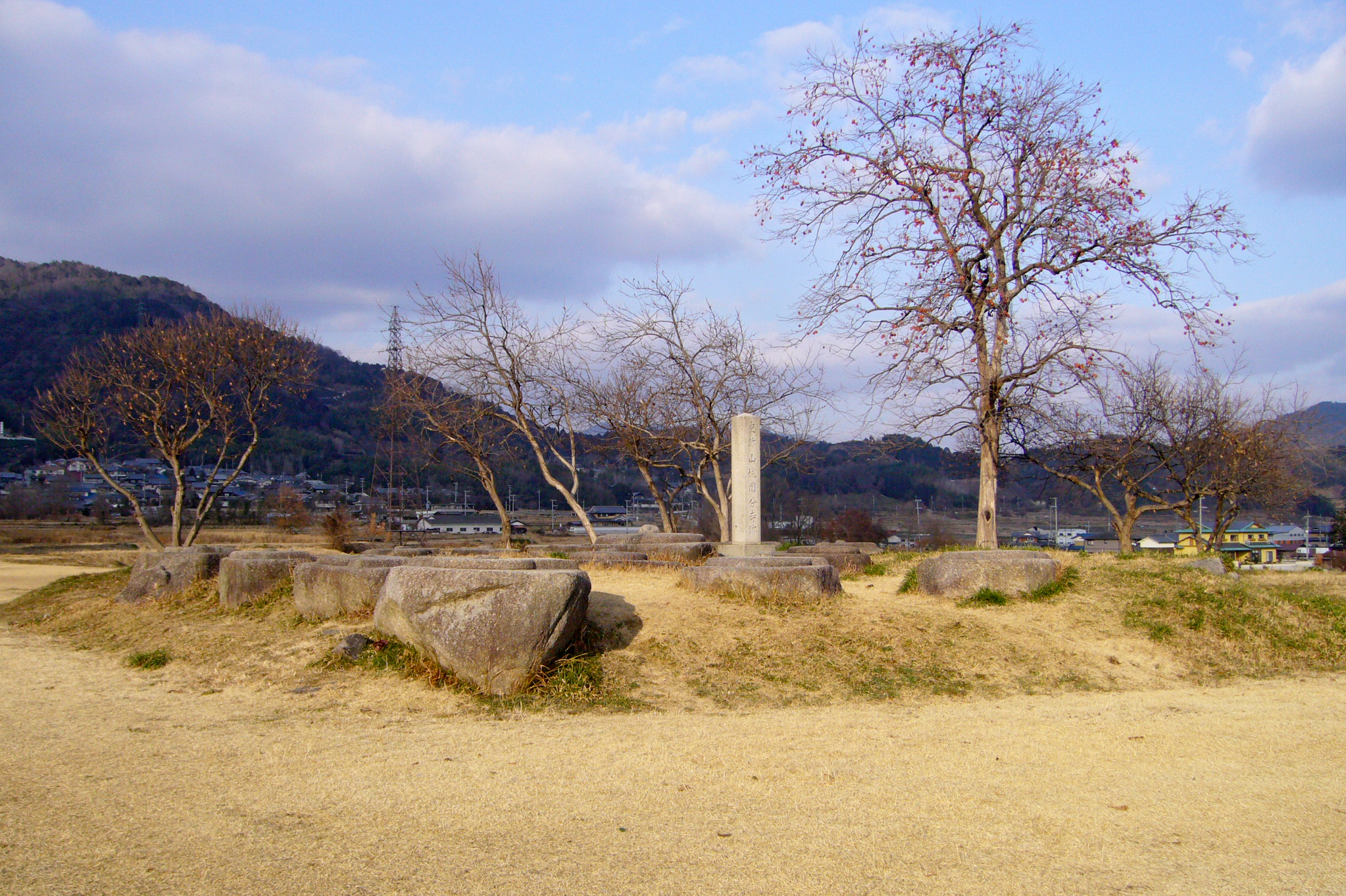
恭仁京跡

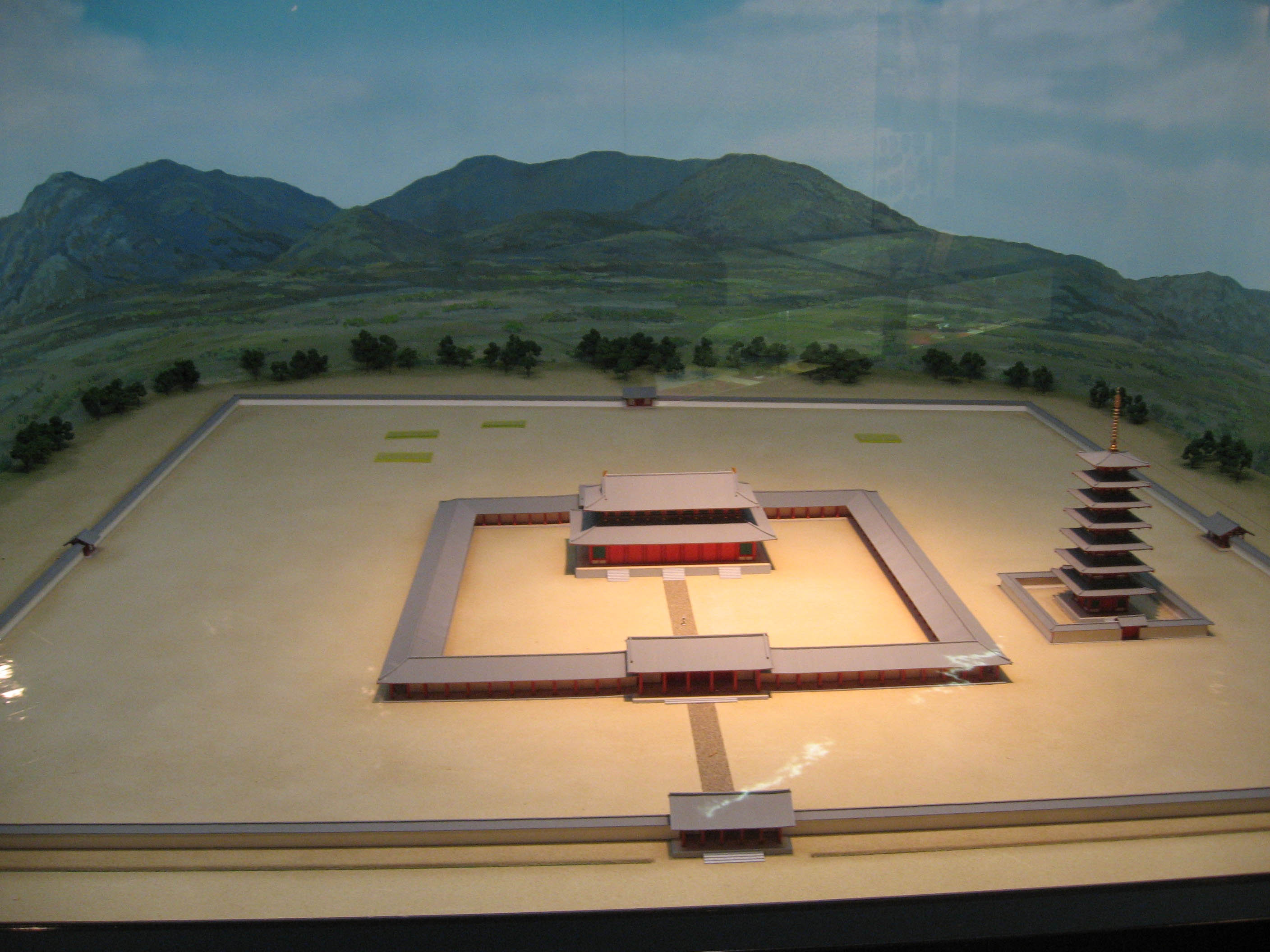
山城國分寺（恭仁京）复原模型。四周被圍墙圍住的是金堂（大極殿）。右為七重塔。京都府立山鄉土資料館

恭仁京（日语：／*/?）是指在日本奈良時代的一段時期裏在山背國相樂郡設立的都城，天平12年（740年）12月15日到天平17年（745年）期間被設為首都。現址在京都府木津川市。也稱為大養德恭仁大宫（やまとのくにのおおみや）。
1957年7月1日恭仁京被評選為「山城國分寺遺跡」。之後隨著學術調查的進展，在2007年2月6日遺跡範圍被擴大，並更名為「恭仁宮遺跡（山城國分寺遺跡）」。

## 概要
藤原广嗣之乱后、740年（天平12年）12月15日圣武天皇把首都从平城京迁出。当时把首都定在相乐的理由是左大臣・橘诸兄认为相乐适宜建都。
741年（天平13年）9月确定左京和右京，11月决定正式命名大养德恭仁大宫。大极殿从平城京转移到相乐建造的，大宫垣则是新建的。但是，到743年（天平15年）为止宫殿都还没有完工就被停止建造了，而圣武天皇移驾到紫香乐宫。742年（天平14年）秋近江国的宫殿开始建设，而后744年（天平16年）2月迁都到难波京，后来745年（天平17年）5月迁都到平城京。
748年（天平18）恭仁宫大极殿建造山城国分寺完成。
从外形上看恭仁宫只是平城宫的简略版。建筑南北长750m、东西长560m形成长方形，朝堂院东西宽度要比平城宮要窄。同时，用板壁围着四面。

## 山城国分寺
迁都后，荒废的宫城被山城国分寺再次利用。大极殿改用成寺庙金堂。
之后山城国分寺变成了南北約330m、東西約275的大寺庙。金堂的东侧为国分寺的镇守社。
現在基本上变为广大的平原，但金堂（大极殿）和七重塔的础石还清晰可见。

## 周边情报
- 海住山寺
- 常念寺